# Folke Eng
Folke Eber Eng, född 16 juli 1914 i Göteborg, död 31 mars 1993 i Vaxholm, var en svensk skådespelare och musiker (basist).
På 1960-talet uppträdde han som basisten Victor "Vitan" Sector i Helmer Bryds Eminent Five Quartet med Gunnar Svensson i Mosebacke Monarki.
Folke Eng är begravd på Brännkyrka kyrkogård.

## Filmografi
- 1971 – Äppelkriget
- 1983 – Fanny och Alexander